# Dani Alves
Pour les articles homonymes, voir Alves et Silva.

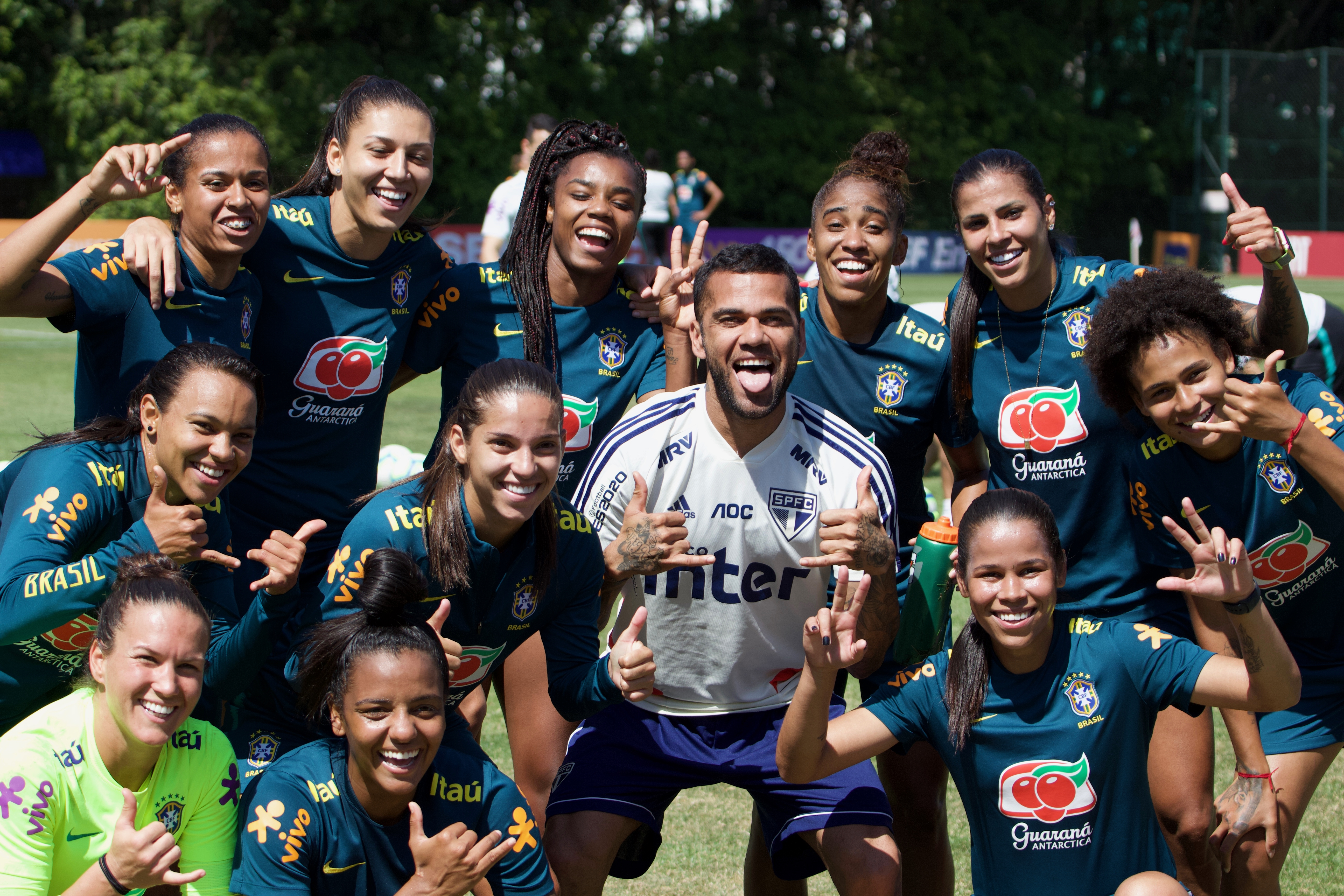
Dani Alves rencontre la sélection féminine du Brésil, terrain d'entraînement de SPFC

Daniel Alves da Silva dit Dani Alves, également appelé Daniel au Brésil, né le 6 mai 1983 à Juazeiro, ville du nord de l'État de Bahia au Brésil, est un footballeur international brésilien évoluant durant sa carrière comme arrière droit et milieu de terrain.
Dani Alves commence le football dans son pays natal, au Brésil, à Palmeiras de Salitre, un petit club de quartier situé dans le village de Umbuzeiro, où il évolue en tant qu’ailier. Replacé latéral droit par la suite, il est recruté par l'Esporte Clube Bahia en 1999, un club de niveau supérieur sportivement. Ses bonnes prestations lui permettent d’être repéré par les clubs européens et il s'engage pendant l'été 2002 dans le club espagnol du Séville FC.
Il y passe six années et remporte de nombreux titres dont deux Coupes UEFA, une Coupe d'Espagne et une Supercoupe d'Espagne. Pendant cette période, il est appelé pour la première fois en équipe première du Brésil, le 7 octobre 2006 face au Koweït et remporte son premier trophée avec cette équipe l'année suivante, la Copa América.
Auréolé de ce titre, il rejoint dans la foulée, le FC Barcelone pour trente-deux millions d'euros en 2008 devenant ainsi le troisième défenseur le plus cher de l'histoire, après le transfert de Rio Ferdinand de Leeds United à Manchester United en 2002 et celui de Thiago Silva du Milan AC au Paris Saint-Germain en 2012.
Avec les Blaugranas, Dani Alves gagne davantage de titres, en 2009, il obtient avec son club un sextuplé : Ligue des champions, Championnat d'Espagne, Coupe du Roi, Supercoupe de l'UEFA, Supercoupe d'Espagne et Coupe du monde des clubs.
Deux ans plus tard, il remporte de nouveau cinq titres, à savoir la Ligue des champions, le Championnat d'Espagne, la Supercoupe d'Europe, la Supercoupe d'Espagne et la Coupe du monde des clubs. Entre-temps, le titre de Champion d'Espagne ainsi que la Supercoupe d'Espagne s'ajoutent à son palmarès. Individuellement, il est l'auteur de plus de cent passes décisives lors de ses passages en Catalogne, de ce fait, il est le meilleur pourvoyeur de ballons pour l'attaquant argentin Lionel Messi, meilleur buteur de l'histoire du club en matchs officiels.
Avec la Seleção, il remporte la Coupe du monde des moins de 20 ans en 2003, les Coupe des confédérations en 2009 et 2013, les Copa América en 2007 et 2019 et les Jeux olympiques d'été 2020.
Le 22 février 2024, il est condamné par le tribunal de Barcelone à 4 ans et demi de prison pour le viol d'une femme dans la nuit du 30 au 31 décembre 2022 dans les toilettes d’un carré VIP de la discothèque Sutton, à Barcelone. Cette condamnation est infirmée l'année d'après en appel.

## Biographie

### Naissance, jeunesse et débuts dans le football

#### Enfance, et début à Palmeiras de Salitre (1983-1999)

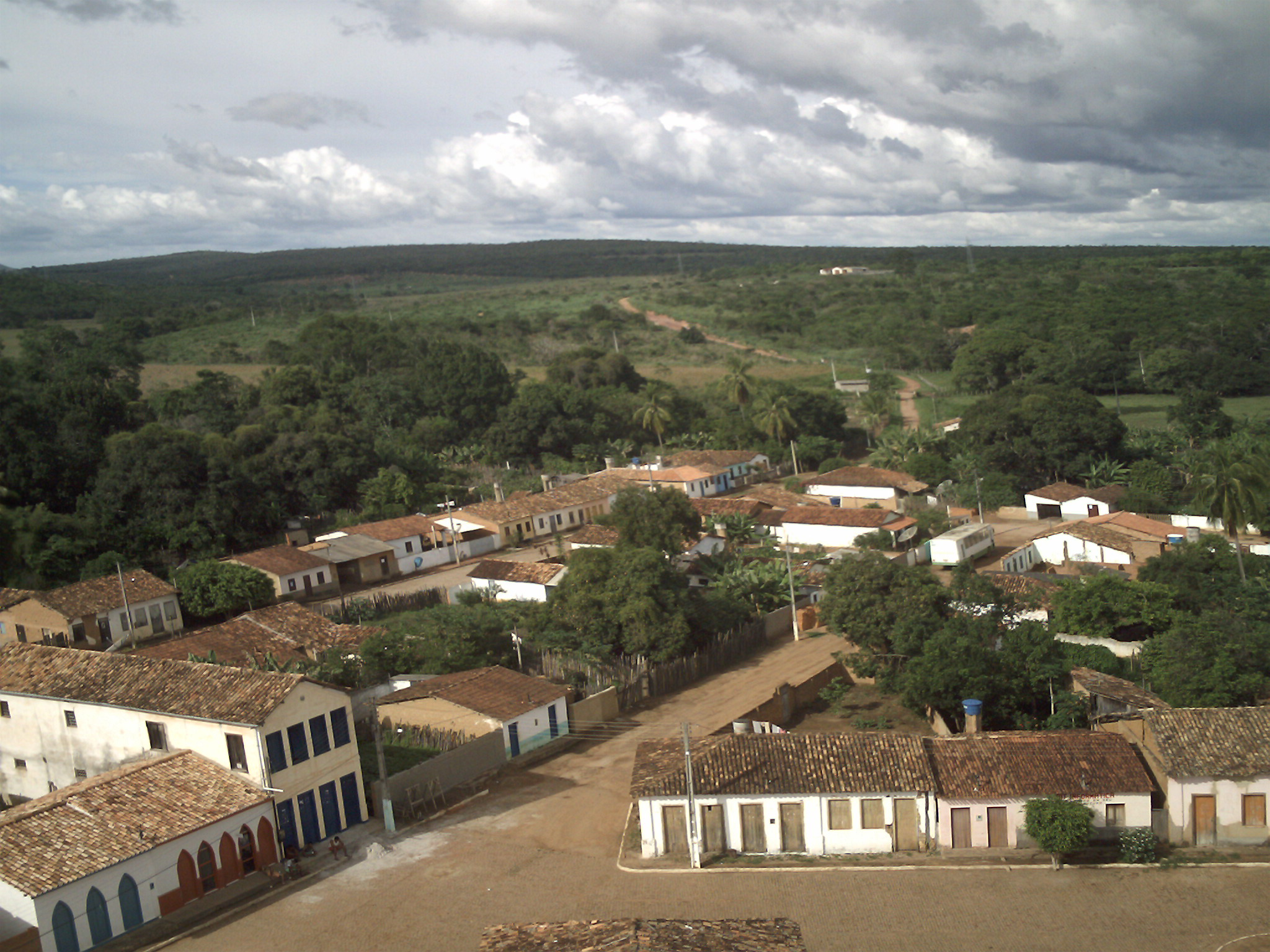
Juazeiro (état de Bahia), ville natale de Daniel Alves.

Daniel Alves da Silva voit le jour le 6 mai 1983 au Brésil et plus précisément à Juazeiro, ville brésilienne du nord de l'État de Bahia.
À Juazeiro, Daniel Alves grandit dans le village de Umbuzeiro dans le quartier de Salitre. Loin de tout centre sportif.Dani Alves possède des origines polynésiennes de par son père.
Issue d'une famille pauvre de cinq enfants, Daniel passe énormément de temps dans un petit jardin, en aidant à la plantation de melons, de tomates et d'oignons aux côtés de son père et idole, Seo Domingos Alves Da Silva.
Là-bas, la vie est difficile. Pour gagner de l'argent, il aide sa famille à labourer la terre. Les revenus de la famille sont dépendants des conditions climatiques et de la sécheresse, particulièrement présente dans cette ville au climat réputé aride. À ce sujet, Daniel Alves confie que financièrement, la vie est « compliquée » à l'époque.
Pour aider sa famille, Dani Alves se réveille régulièrement à quatre heures du matin. Le soir, par manque de moyens, il se couche sur un lit de ciment.
L'après-midi, les températures avoisinent parfois les quarante degrés, ce qui est difficilement supportable pour le jeune garçon.
Passionné de football dès son plus jeune âge, le jeune garçon confectionne des « petites boules » avec des sacs de plastique ou de vieilles chaussettes. À chaque fois qu'il le peut, Daniel Alves délaisse son jardin et court dans un terrain de football en terre battue, plein de pierres, qui existait dans le district de Salitre de l'état de Bahia, à 30 kilomètres de Juazeiro. Entre les chèvres et les ânes, quelques enfants dont Daniel Alves s'adonnent à cette pratique. Ses quatre frères expliquent que, à seulement six ans, Daniel Alves n’arrête pas de signer de son nom tous les murs de la maison, ainsi que ses carnets, affirmant qu'il deviendra connu partout dans le monde et que cette pratique deviendra courante.
Daniel Alves commence ensuite à pratiquer le football dans le club local. En effet, le père de Daniel Alves, Seo Domingos, friand de football comme son fils, réussit à créer sa propre équipe de football, à Palmeiras de Salitre. Dani Alvès, à l'âge de dix ans, évolue en tant qu'ailier ou un attaquant de soutien, et joue en compétition avec des joueurs beaucoup plus âgés que lui. Comme il ne marque pas beaucoup de buts en tant qu’ailier, il est finalement déplacé à l'arrière du terrain. Droitier, il évolue ainsi en tant que latéral droit. La personne qui replace Alves comme arrière droit est un entraineur de Palmeiras de Salitre nommé Caboclinho. Parallèlement à l'activité footballistique, Dani Alves fait une apparition dans un film de guerre du cinéaste brésilien Sérgio Rezende en 1997. En échange de sa participation à ce film, il gagne de 5 à 10 dollars par jour, ce qui est une somme importante pour lui, à l'époque.
De cette expérience, Daniel Alves dira qu’elle était « très cool » et « enrichissante ».

#### Transfert à l'Esporte Clube Bahia (1999-2003)

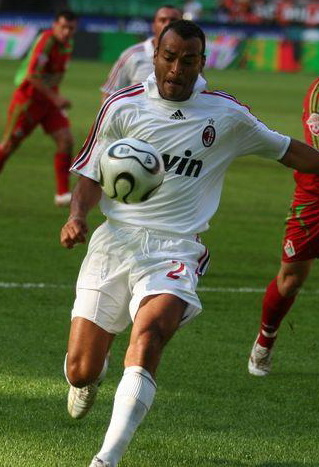
Très tôt, les performances de Dani Alves rappellent celles de Cafu double Champion du monde avec la sélection brésilienne.

José Carlos Quiroz, alors entraîneur de Palmeiras de Salitre, est transféré à Bahia pour entrainer l'équipe locale. Réticent, Palmeiras de Salitre ne le laisse partir qu'à une condition : il doit emmener deux joueurs de leur équipe actuelle, un joueur nommé Lucas ainsi que Dani Alves.
Il est ainsi recruté par l'Esporte Clube Bahia, l’un des meilleurs clubs de la région en 1999,, basé à Salvador de Bahia.
Deux ans plus tard, Dani Alves effectue avec sa nouvelle équipe, ses débuts en équipe première face à Paraná Clube, en 2001, à l'âge de dix-huit ans, dans le championnat brésilien. Lors de ce match, Bahia gagne trois buts à zéro. Alves impressionne le public. Les chants « Ah ah ah, Daniel titulaire » descendent des tribunes. Le latéral obtient un pénalty et offre une passe décisive au cours de cette rencontre. L'entraineur de l'équipe, Evaristo de Macedo, un ancien barcelonais, accorde à partir de ce moment davantage de temps de jeu à Alves, jusqu'à être titulaire régulièrement au sein de l'équipe.
À l'issue de cette année, Dani Alves remporte son premier titre, le championnat de Bahia (le deuxième plus ancien championnat d'État brésilien), suivi par deux coupes régionales, la Northeast Cup en 2001 et 2002,.
Ses bonnes prestations lui permettent également d’être repéré par les clubs européens, de ce fait, lors de la saison 2002-2003, Dani Alves est prêté dans le club espagnol du FC Séville par Bahia.
Performant en club, il est appelé pour la première fois avec les moins de 20 ans de la sélection brésilienne en janvier 2003 pour participer au Championnat du Monde Juniors de la FIFA aux Émirats arabes unis en compagnie entre autres de Daniel Carvalho ou Dagoberto. Favorite, la Seleçao s'impose en finale contre l'Espagne par la plus petite des marges, un but à zéro.
Individuellement, Alves est nommé meilleur arrière droit de la compétition. Cette distinction établit des comparaisons avec Cafu, l'ancien d'arrière droit de la sélection brésilienne. Son profil offensif allié à des qualités défensives évidentes ne font que renforcer cette comparaison.
De retour du Championnat du monde juniors avec la sélection brésilienne, les dirigeants du club andalou sont convaincus par les prestations de Dani Alves avec la Seleçao, ils décident de le conserver définitivement, Alves s'engage pendant l'été 2003 contre une indemnité de transfert de 850 000 euros.
Pour autant, Dani Alves n'oublie pas de remercier son ancien club. Son passage à Bahia l'a profondément marqué. Attaché à ce club, il souhaite en effet y finir sa carrière de footballeur, de plus, il précise qu'il a « beaucoup de respect et d'affection » pour ce club qui lui a permis à la fois, de se faire connaître nationalement, et de rejoindre l'Europe pour continuer à progresser.

## Carrière

### Départ pour l'Europe, joueur de niveau international au Séville FC (2003-2008)

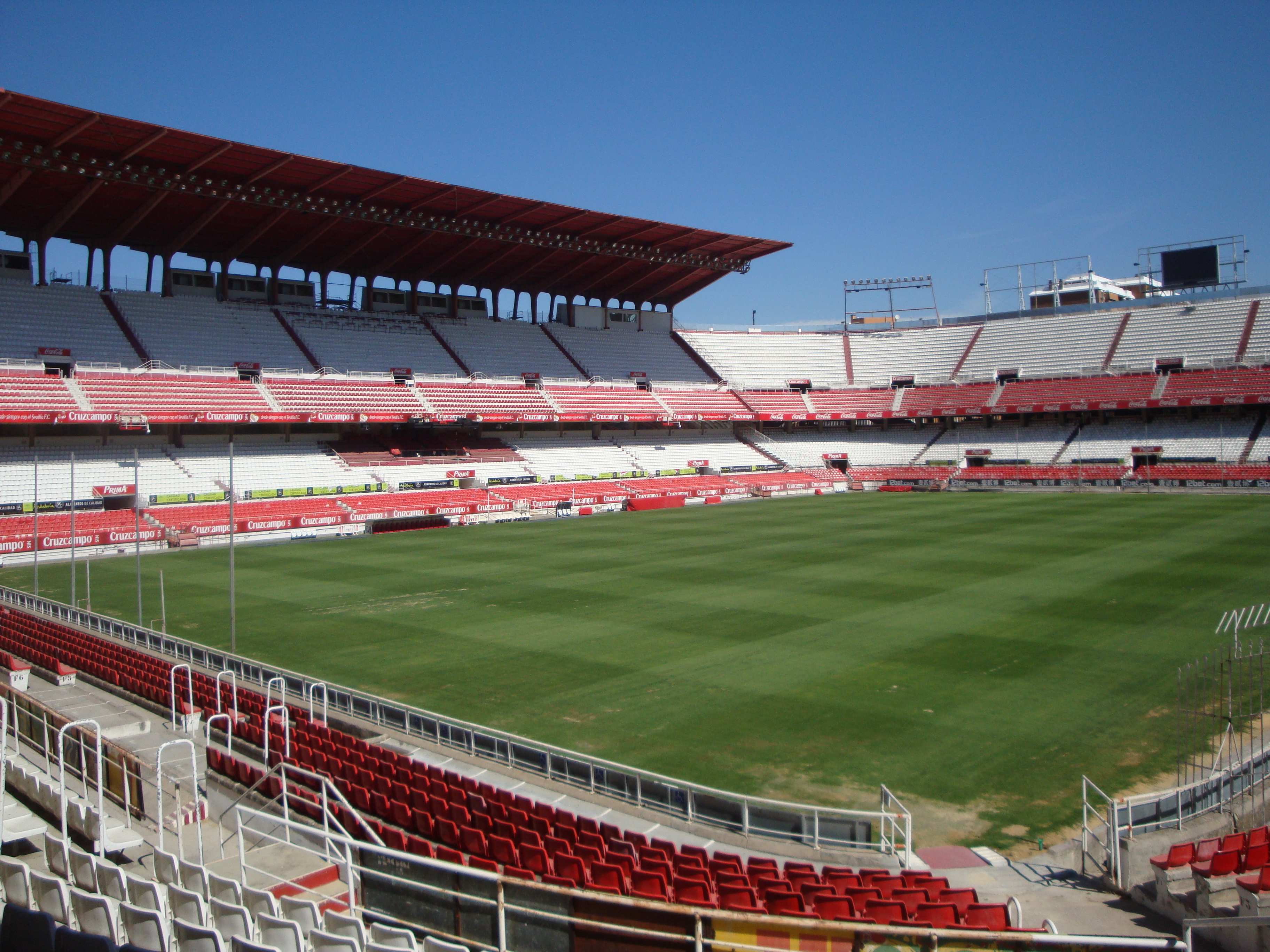
Le stade Ramón-Sánchez-Pizjuán, où Daniel Alves évolue à domicile entre 2003 et 2008.

Dani Alves joue son premier match pour le Séville FC le 23 février 2003, lors d'une rencontre de Liga face à l'Espanyol de Barcelone. Son équipe s'impose par un but à zéro ce jour-là.
En 2003-2004, pour sa deuxième année au sein du club espagnol, il réalise à titre individuel des prestations convaincantes. En championnat, Séville termine à une honorable sixième place tandis que le club se qualifie pour la Coupe UEFA. Daniel Alves dispute au cours de cette saison toute compétitions confondues trente-cinq rencontres dont vingt-neuf rien qu'en championnat.
La saison suivante, Dani Alves consolide sa place au sein du club andalou, il dispute quarante-quatre rencontres soit onze de plus que la saison précédente. Même constat en 2005-2006, où il dispute cinquante-deux rencontres. Quant à son club, il se qualifie pour la troisième saison consécutives en Coupe UEFA. Avec le temps, les matchs de Dani Alves sont de plus en plus convaincants.
En 2006, Séville réalise une saison encore plus aboutie en Coupe d'Europe et en Championnat d'Espagne.
En effet, les Andalous sont invaincus en championnat de début avril à fin mai et un derby contre le Betis Seville. En Coupe d'Europe, après avoir éliminé le Zénith Saint-Pétersbourg en quarts de finale puis les Allemands de Schalke 04 en demi-finales affronte en finale les Anglais de Middlesbrough. Actuel cinquième du Championnat d'Espagne, Seville aborde la finale de la Coupe d'Europe avec un état de forme optimal.
Le 10 mai 2006, au terme d'une rencontre totalement maîtrisée de bout en bout, le Séville FC, remporte le premier trophée européen de son histoire en s'imposant quatre à zéro à Eindhoven. Daniel Alves et ses coéquipiers fêtent par la même occasion de la plus belle des manières le centenaire du club, fondée en 1906. Luís Fabiano et l'Italien Enzo Maresca, tous deux buteurs mettent fin à une longue disette. En effet, les Andalous n'avaient plus remporté le moindre trophée depuis 1948 (et une victoire en Coupe d'Espagne). De nouveau efficace, Daniel Alves est directement impliqué sur l'ouverture du score de Luís Fabiano qui reprend un de ses multiples centres peu avant l'heure de jeu. nommé meilleur joueur de la compétition, il remporte par la suite, la Supercoupe d’Europe à Monaco avec son club face au FC Barcelone, vainqueur de la dernière édition de La Ligue des champions sur le score trois buts à zéro. Le Séville FC devient ainsi le troisième club espagnol à remporter ce trophée grâce notamment à des buts de Renato et Frédéric Kanouté en première période et un penalty d'Enzo Maresca en fin de rencontre. À l'issue de cette saison historique pour les Andalous, les dirigeants souhaitent vendre le joueur brésilien de vingt-trois ans, conscient de sa valeur marchande grandissante. Le club anglais de Liverpool se manifeste et souhaite recruter l'international auriverde. Seulement ces derniers sont incapables de répondre au prix de vente fixés par le club andalou de sept millions de livres sterling.
En outre, il est récompensé de ses bonnes performances en club. Il connaît de ce fait, sa première sélection officielle avec le Brésil le 10 octobre 2006 face à l'Équateur (il est apparu sous les couleurs du Brésil une première fois trois jours plus tôt dans un match amical non officiel face au Koweït SC). Deux mois plus tard, en décembre 2006, il paraphe un nouveau contrat avec le Séville FC, le liant au club jusqu'en 2012. Devenu un joueur essentiel dans son club, Dani Alves effectue quarante-sept apparitions lors de la saison 2006-2007 et inscrit cinq buts.
Rarement blessé, à l'instar des saisons précédentes, il joue avec le FC Séville tous les matchs de Coupe de l'UEFA. Il remporte cette compétition pour la deuxième fois consécutive ainsi que la Coupe du Roi. D'autre part, il s'agit seulement de la deuxième fois de l'histoire de la compétition, qu'une équipe parvient à défendre victorieusement son titre en Coupe UEFA, le Séville FC réitère en effet l'exploit du Real Madrid qui avait remporté les éditions 1985 et 1986.
Ses bonnes performances lui permettent d’être membre de l'équipe type monde en 2007 d'après le journal L'Équipe et d'après l'UEFA. De ses années en Espagne, il acquiert également la nationalité espagnole, lui permettant de ne pas être considéré comme un joueur extra-communautaire.

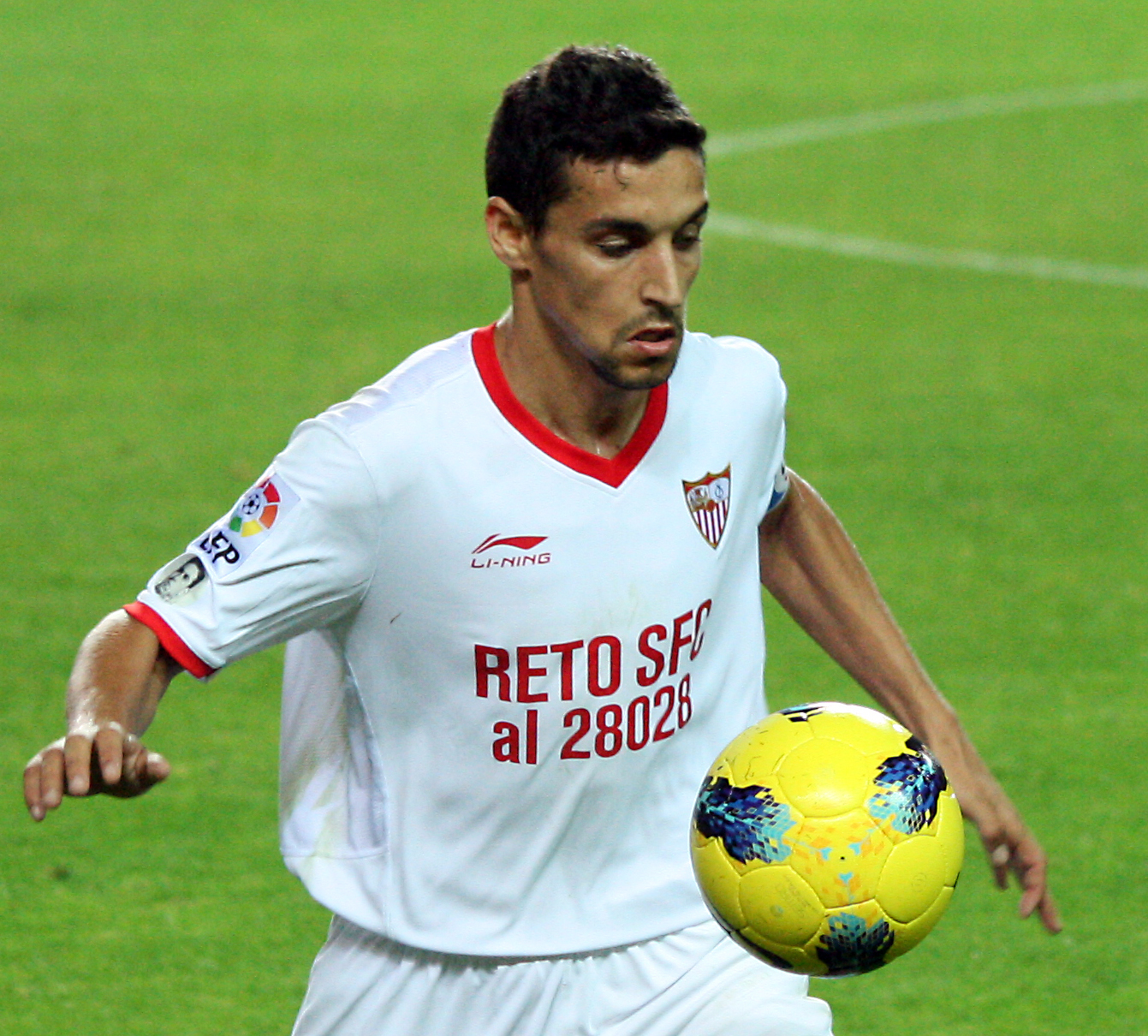
Jesús Navas est le seul joueur jouant plus de rencontres que Dani Alves en 2007-2008.

 Au mois de juillet 2007 en football|2007, Alves rejoint la sélection brésilienne dans le cadre de la Copa América disputée au Venezuela. Cette compétition est considérée comme la plus importante organisée par la confédération sud-américaine de football. Il se qualifie aisément en finale face à l'Argentine. Daniel Alves, auteur d'une grande performance permet au Brésil de s'imposer facilement trois buts à zéro. En effet, dix minutes après son entrée en jeu, il provoque une erreur de Roberto Ayala le défenseur argentin, sur un centre rentrant de la droite qui oblige le capitaine argentin à marquer contre son camp. Alves inscrit lui-même le troisième but brésilien en milieu de seconde période sur une contre-attaque, à la reprise d'une passe de Vágner Love. Après ces belles performances, les spéculations sur l'avenir d'Alves ressurgissent, même si le joueur est déjà sûr de jouer au moins la Ligue des champions avec Séville, double vainqueur de la Coupe UEFA en titre,.
Après son titre continental avec le Brésil durant l'été 2007, il regagne son club du Séville FC. Mais, il fait part de son envie de le quitter.
De ce fait, de nombreuses propositions de transferts lui parviennent émanant entre autres du Real Madrid, du FC Barcelone et du club anglais Chelsea FC pour un montant de trente-six millions d'euros.
Toutefois, le prix exigé par le Séville FC est jugé déraisonnable par le club anglais. Finalement son club s'oppose à tout transfert et Daniel Alves reste une année de plus à Séville. En fin d'année 2007, il est sur la liste des 50 nommés au Ballon d'or Il remporte dans la foulée la Supercoupe d’Espagne avec son club en battant le Real Madrid au mois d'août 2007. Durant cette saison à Séville, il est le second joueur le plus utilisé, après Jesús Navas. Il acquiert aussi sa première expérience en Ligue des champions. Quasiment un mois plus tard, le 3 septembre, Daniel Alves affirme son envie de rester dans son club et dévoile ses objectifs « Nous espérons bien nous qualifier pour la phase de groupes. ». Ainsi, il espère faire oublier à ses supporters le décès brutal de Antonio Puerta son ex-coéquipier durant l'intersaison.

#### Arrivée au FC Barcelone et confirmation individuelle (2008-2011)

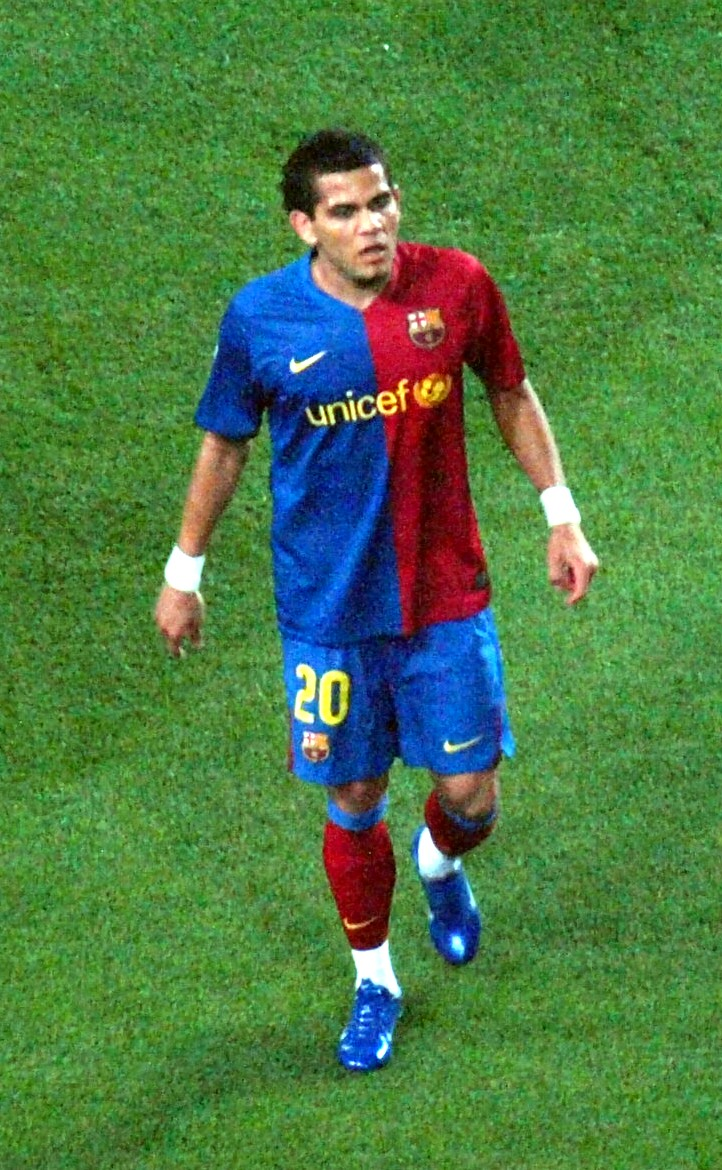
Alves sous les couleurs de Barcelone en 2009.

Au mois de juin 2008, le joueur est transféré au FC Barcelone, pour 32 millions d'euros plus 6 millions d'euros de bonus selon les résultats du club. Pour le club catalan, il s'agit du troisième plus gros transfert de son histoire,,. Alves est la première recrue de l'ère Guardiola.
Le joueur brésilien décide d'arborer le numéro vingt sur son maillot. Il débute avec sa nouvelle équipe le 27 août 2008, lors du tour préliminaire de la Ligue des champions, contre les Polonais du Wisla Cracovie au Camp Nou.
Ses premières sorties sont très moyennes. Mais la mise en marche du collectif catalan après la victoire sur l’Atletico Madrid par six buts à un va donner confiance à l'équipe et au Brésilien. Tactiquement, il trouve ses marques et arrive à incorporer son style offensif au système catalan. Contrairement à Séville qui avait davantage une approche basée sur la contre-attaque, le Barça de Guardiola revient aux fondamentaux du jeu Blaugrana où les attaquants sont les premiers défenseurs et où tout l’équipe doit jouer très haut. De fait personne ne compense les montées de Alves.
Il participe ensuite aux nombreuses victoires catalanes, en ratant peu de matches. Cependant, Alves connait une deuxième partie de saison moins brillante. Après le trou d’air collectif de février, le Brésilien ne relève pas vraiment la tête en mars. Son mois d’avril est bon mais loin du niveau affiché à son arrivée. Quant à son mois de mai, il est marqué par son match catastrophique à Stamford Bridge et par sa suspension pour la finale à Rome. Le 27 mai 2009, il voit son équipe s'imposer en Ligue des champions à Rome face à Manchester United. Suspendu, Dani Alves ne joue pas la finale, son coéquipier Carles Puyol évolue à sa place au poste de latéral droit au cours de ce match. Alves fête tout de même ce titre avec ses coéquipiers lors de la remise du trophée. Les trois titres remportés par le FC Barcelone cette saison rapportent plus de 2 millions euros au Séville FC qui s'ajoutent aux 32 millions d'euros qu'avaient déjà payé le club catalan pour le transfert du latéral droit brésilien,.
Les présidents des deux clubs, José Maria Del Nido et Joan Laporta, s’étaient accordés sur le fait que Barcelone payerait 750 000 euros s’ils venaient à gagner la Liga, et une somme identique s’ils réussissaient à gagner la Ligue des champions. De plus, le contrat prévoyait le payement d’un demi million d’euros pour le titre de Coupe du Roi et 250 000 euros si le club venait à sa qualifier pour la prochaine Ligue des champions. Avant cela, il remporte avec le Barça la Coupe d'Espagne face à l'Athletic Bilbao, à Valence, le 13 mai 2009, sur le score de quatre buts à un. Bien qu'il évolue en tant que défenseur, Daniel Alves inscrit cinq buts en cinquante-quatre rencontres. Quelques jours plus tard, le club s'assure définitivement le titre en Liga. Avec son pays, il remporte la Coupe des confédérations. À titre individuel, il s'agit de la première fois qu'il remporte cette compétition.

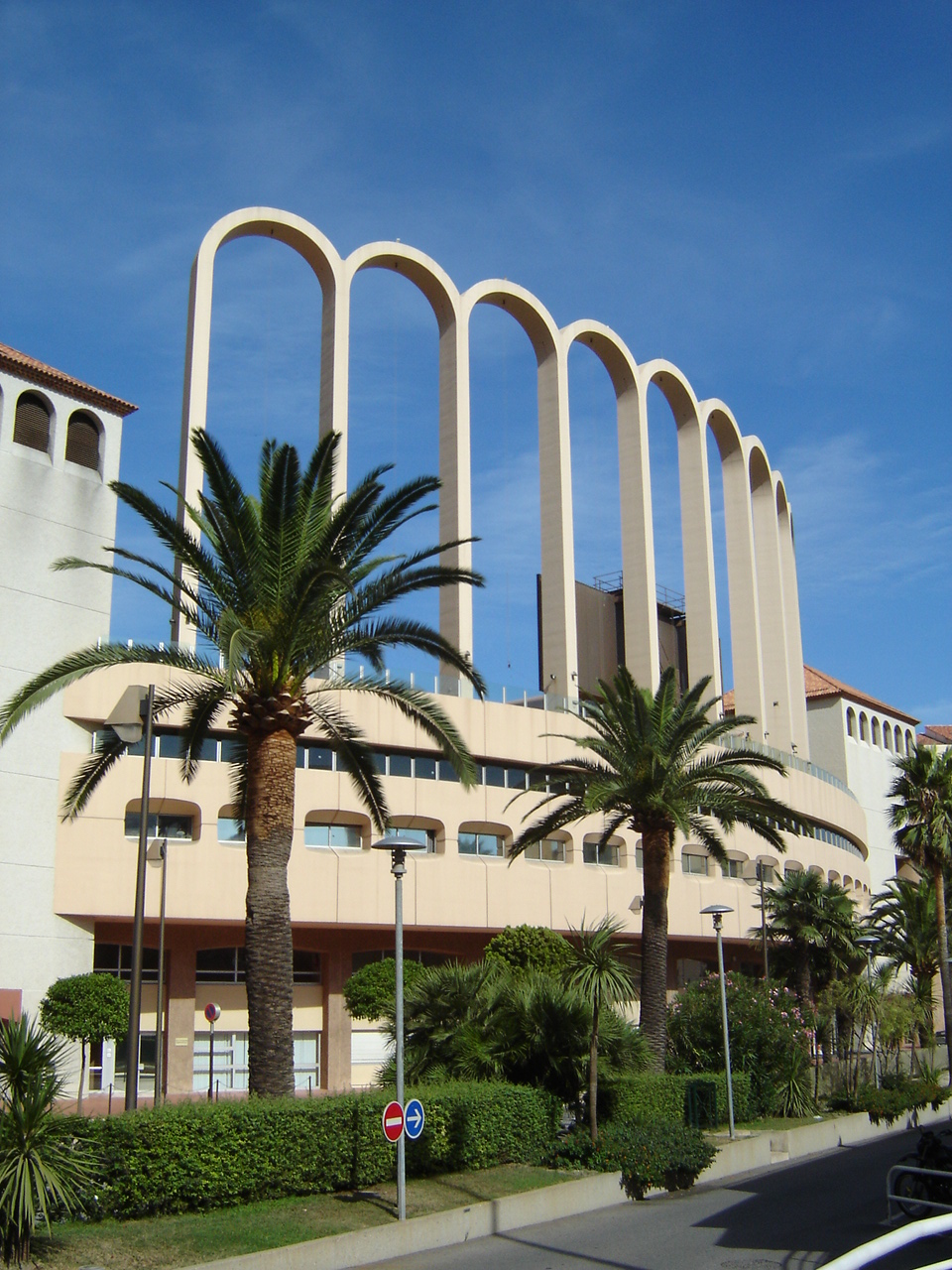
Au Stade Louis-II de Monaco, Dani Alves remporte de nouveau la Supercoupe d'Europe.

Lors de sa troisième saison, le Barça renforce son effectif avec l'arrivée de David Villa, buteur de la sélection espagnole, et l'arrivée de Javier Mascherano, capitaine de l'Albiceleste, qui quitte Liverpool. La nouvelle saison du Barça et de Daniel Alves débute contre le Séville FC, dans le cadre de la Supercoupe d'Espagne.
Privé de ses huit champions du monde mais avec Daniel Alves aligné d'entrée, Pep Guardiola voit son équipe s'incliner 3-1 à Séville, l'ancien club du Brésilien.
Lors du match retour une semaine plus tard, un Barça plus compétitif écrase son adversaire 4-0. Pour le Brésilien, il s'agit de son premier titre. En décembre 2009, il remporte la Coupe du monde des clubs face au club argentin d'Estudiantes de La Plata. Mené 1-0, le Barça égalise à la 89e minute et Lionel Messi donne l'avantage définitif en reprenant un centre d'Alves en prolongation. Champion du monde des clubs pour la première fois de son histoire et première équipe à remporter les six compétitions les plus prestigieuses la même année, l'effectif Blaugrana finit 2009 de la plus belle des manières. Auparavant, Daniel Alves remporter de nouveau la Supercoupe d'Espagne puis la Supercoupe d'Europe face au Shakhtar Donetsk à Monaco. Le Barça remporte ainsi déjà son deuxième titre de la saison et le cinquième de l'année 2009.
Ainsi, Daniel Alves est membre du FIFA/FIFPro World XI et remporte le Prix LFP du meilleur défenseur de la saison 2008-2009.
Son influence sur le jeuBlaugrana et ses nombreux titres glanés contribue expliquent en partie cela.
En 2010, aligné régulièrement, il joue son centième match sous les couleurs Blaugrana face à Ténérife, le 4 mai 2010. Auparavant, il a joué quatre-vingt-dix-neuf matchs, pour huit buts inscrits et il a gagné pas moins de cinq titres (Liga, Coupe du Roi, Supercoupe d'Espagne et d'Europe et le Mondial des Clubs) tous remportés en 2008-2009.
Qui plus est, le numéro 2 du Barça a joué quatre-vingt-seize fois titulaire et seulement trois fois remplaçant, preuve d'une certaine constance au plus haut niveau.
Sur un total de 8 970 minutes il en a disputé 8703, à savoir 97 %, pratiquement tout. Pep Guardiola dit de lui que « il ne se fatigue jamais, il veut toujours jouer ».
Le Brésilien est une pièce essentielle du collectif catalan, il a gagné soixante-treize matchs, a fait dix-huit matchs nuls et a perdu seulement huit fois. En somme, il ne rate que dix-neuf rencontres, dix pour cause de blessure, quatre pour sanction (cartons rouges ou accumulation de cartons jaunes), quatre autres dans lesquelles il a été laissé au repos par l'entraîneur. Finalement, il est resté sur le banc de touche sans entrer en jeu à une seule occasion.

### Entre blessures récurrentes et titres collectifs (2011-2016)

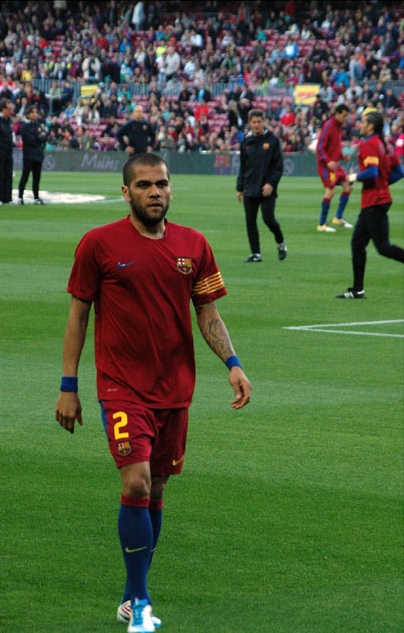
Alves avec Barcelone lors d'un avant-match face à Osasuna.

Daniel Alves évolue régulièrement lors de cette saison, bien qu'il soit indisponible ponctuellement à cause de blessures musculaires. Malgré cela, il remporte son deuxième titre de champion en deux ans.
Puis, le 28 mai 2011 à Wembley, remporte sa première Ligue des champions face à Manchester United.
À titre individuel, il inscrit 3 buts en 29 matches au cours de cette saison.
En octobre 2010, il fait partie des 23 nommés au Ballon d'Or 2010 et est membre de l'équipe-type européenne de Sports Illustrated pour la saison 2010-2011.
En août 2011, si l’Anzhi a su s’attacher les services de Samuel Eto’o contre un chèque de 25 M€ ainsi qu’un salaire annuel de 20,5 M€, le club russe s’est fait rembarré par Daniel Alves. Sport nous apprend que le latéral du FC Barcelone aurait refusé de donner suite à l’offre russe 35 millions d'euros plus un salaire de quinze millions par an.
Dani Alves renouvelle en mars 2011 son contrat le liant avec le FC Barcelone jusqu'en juin 2015,.
En 2011, il remporte cinq titres avec le FC Barcelone dont la Ligue des champions, la Liga et la Coupe du monde des clubs.
En mai, il remporte sa première Ligue des champions de l'UEFA face à Manchester United à Rome.
Le 29 avril 2012, Daniel Alves réalise quelques pas de danse avec Thiago Alcántara à la suite d'un énième but du Barça face au Rayo Vallecano. Une attitude déplorable, qui oblige Pep Guardiola à recadrer ses joueurs. C’est ce qu’il indique en conférence de presse : « Une telle célébration n’est pas digne des joueurs du FC Barcelone. Je le leur ai dit dans le vestiaire, il y a des choses qu’on ne fait pas en tant que joueurs du Barça. Je m’excuse auprès des supporters du Rayo, et je peux vous assurer que ça n’arrivera plus ».
Le latéral droit brésilien se casse la clavicule à l’entraînement le 16 mai, par conséquent, il ne dispute pas la finale de la Coupe du Roi le 25 mai contre l’Athletic Bilbao. Ses coéquipiers l'emportent quatre buts à un au terme d'un match maitrisé,,,.
Le 24 juin 2012, le latéral brésilien joue quelques minutes lors d'un match d'exhibition sans l'autorisation des médecins du club catalan. Privé de Coupe du Roi quelques jours plus tôt pour une blessure survenue lors d'un entraînement, Daniel Alves n'avait pas encore reçu l'autorisation des médecins du club pour reprendre officiellement la compétition. Ainsi, le club catalan, est mécontent du comportement de son joueur,.

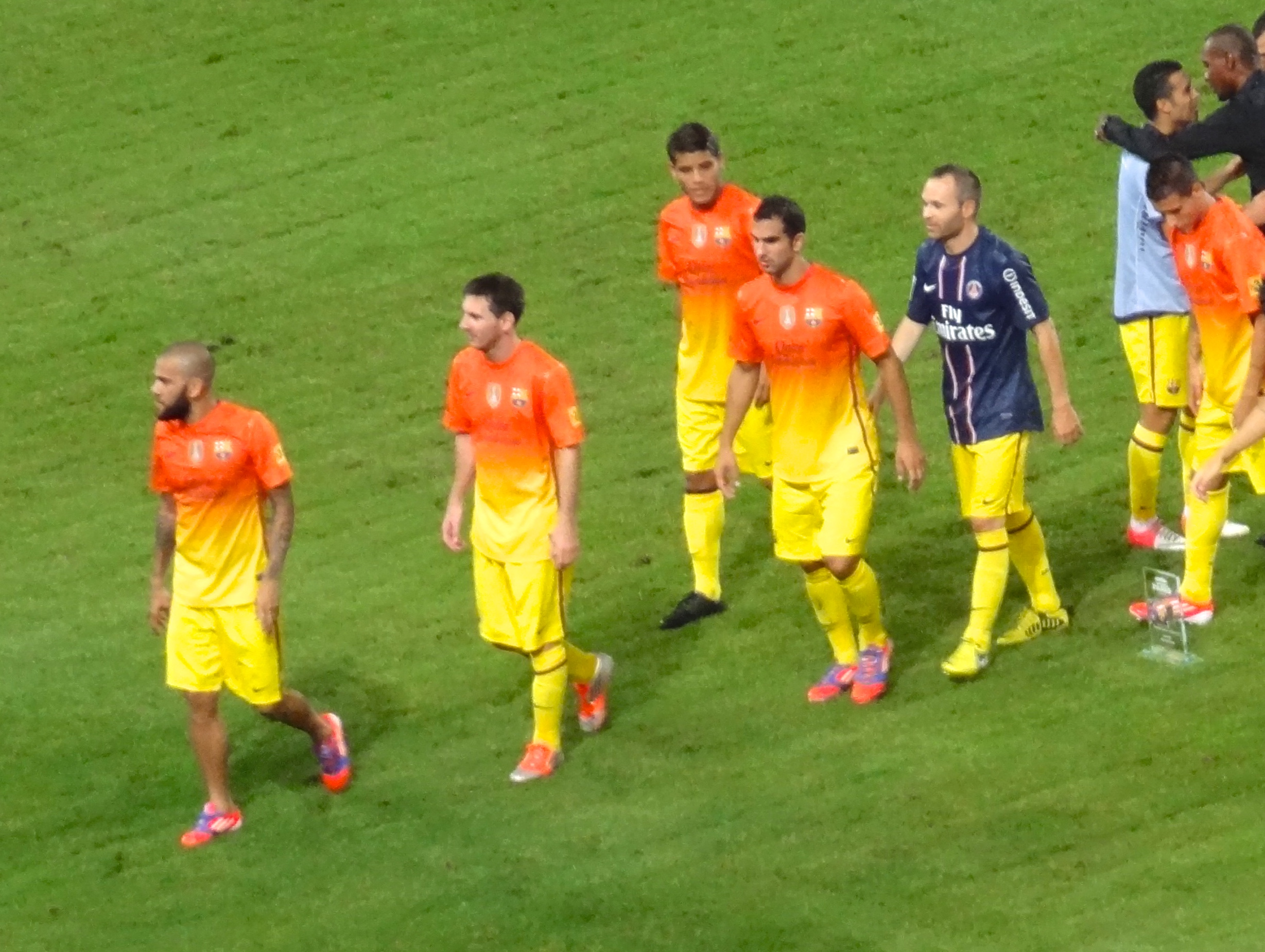
Alves (premier à gauche) lors d'un match d'avant-saison face au PSG.

Le 25 novembre, le latéral brésilien est victime d’une élongation de la cuisse contre Levante. Ainsi, l’international auriverde est éloigné des terrains entre quinze et vingt jours. Pour lui, c'est un nouveau coup dur, il en est à sa quatrième blessure en trois mois.
Individuellement, il est l'auteur de plus de cinquante passes décisives depuis son arrivée au Barça, ce qui fait de lui le meilleur pourvoyeur de ballons pour l'attaquant argentin Lionel Messi, meilleur buteur de l'histoire du club en matchs officiels.
Début 2013, pour le premier match de Tito Vilanova à la tête du FC Barcelone, le Barça s’impose en amical contre la formation allemande de Hambourg deux buts à un, grâce à des réalisations signées Dani Alves et Gerard Deulofeu contre un but d’Arslan côté Hambourg.
En février 2013, interrogé sur la possibilité de jouer en Chine, comme l’a fait avant lui son ancien coéquipier Seydou Keita, Dani Alves s’est fendu d’une réponse étonnante. S’il se sent bien en Catalogne, le Brésilien ne ferme pas la porte à un futur dans l’Empire du Milieu et précise que « Je suis allé là-bas, le pays m’a enchanté. Il a beaucoup progressé, et le temps joue pour eux ».
En fin de saison 2013, il est l'objet d'intérêt de la part de Monaco et du PSG. À la recherche de liquidités, le club catalan ne serait pas contre l’idée de laisser filer l’international brésilien, alors âgé de 30 ans. D'ailleurs, Daniel Alves ne ferme pas la porte à un départ éventuel au Paris Saint-Germain, dont il a tenu à vanter les mérites. « Paris est un club jeune, très ambitieux, avec une grande envie de se faire une place dans le monde du football. Ils recrutent de grands joueurs pour faire quelque chose de beau dans le foot ».

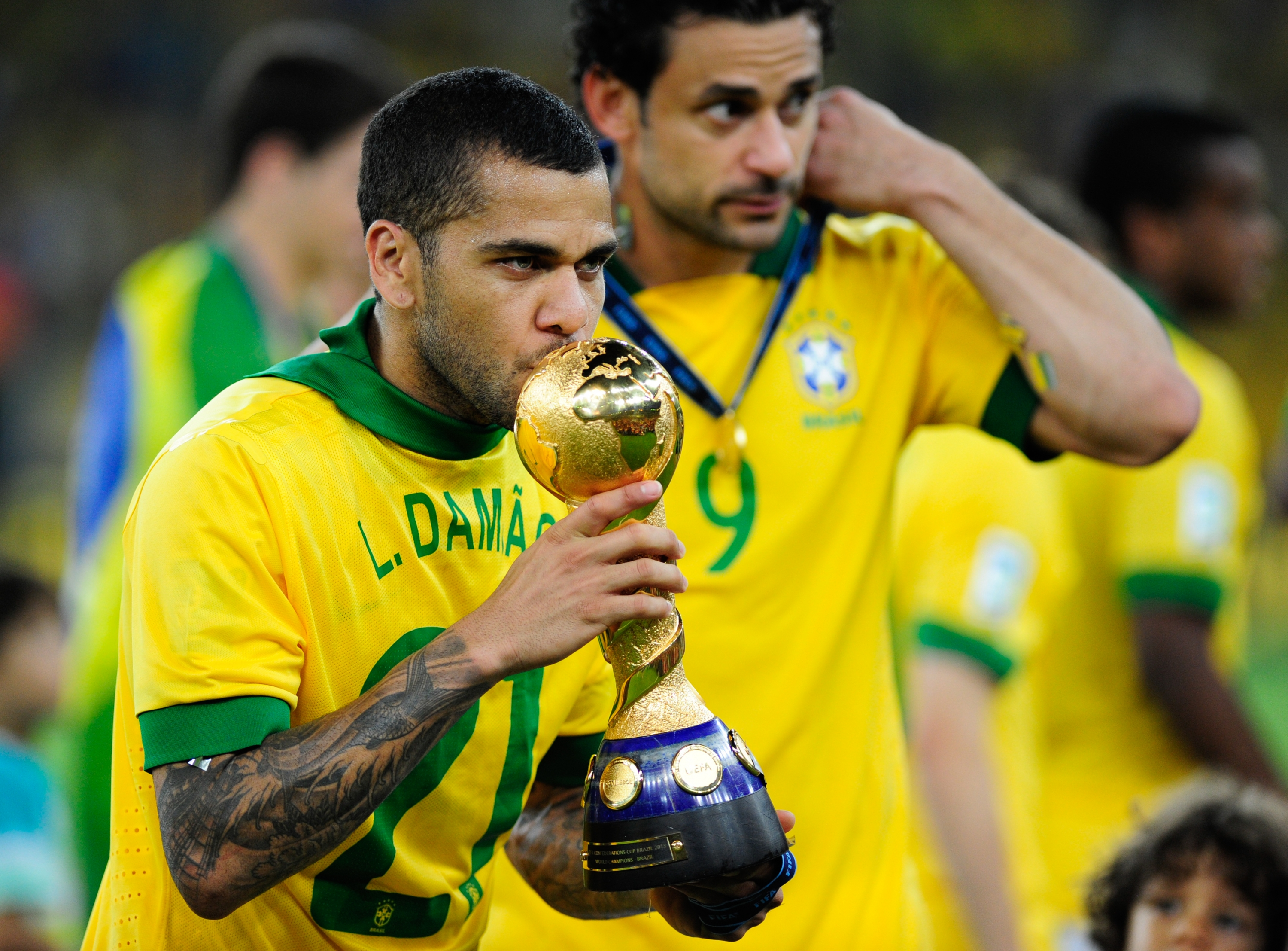
Daniel Alves avec la Coupe des confédérations en 2013.

Lors de la saison 2013-2014, Dani Alves rend hommage à son ancien coéquipier Éric Abidal en changeant son numéro 2 (son numéro habituel) contre le numéro 22 que portait Abidal,.
Dani Alves part optimiste en ce début de saison 2013-2014. Le défenseur du FC Barcelone, qui enregistre l'arrivée de Neymar, ambitionne de gagner des titres aux niveaux national et européen. Principal chaperon de Neymar depuis son arrivée en Catalogne, Daniel Alves précise que son compatriote au sein du Barça n'est encore qu'un gamin et qu'il est toujours utile d’avoir des compatriotes dans un vestiaire quand on veut s’intégrer dans un nouveau club.
Il se dit également triste du départ d'Abidal pour Monaco et affirme dans le même temps que Thiago Alcantara s'est précipité en rejoignant le Bayern Munich,.
Par ailleurs, il tente de convaincre son compatriote brésilien David Luiz, sans succès puisque celui-ci décide de rester à Chelsea.
Selon ESPN et le média catalan El Mundo Deportivo, le footballeur brésilien ne devrait pas prolonger son bail avec les Blaugrana. Au contraire, il ne devrait pas être retenu dès la fin de la saison 2013-2014. Courtisé par le PSG et l'AS Monaco lors du mercato estival. La valeur marchande de Daniel Alves serait estimée à 20 millions d'euros,,.
Le lendemain, Daniel Alves dément les rumeurs de départ et affirme que l'entraîneur du FC Barcelone Gerardo Martino ne veut pas le voir partir.
Le 28 septembre 2013, Dani Alves devient le troisième joueur étranger ayant disputé le plus de matchs officiels sous le maillot du Barça (264 matchs) derrière Lionel Messi et Philip Cocu. Le 20 avril 2014, il dépasse Philip Cocu avec 293 matchs joués. Le 17 septembre 2014, il joue son 300e match officiel avec Barcelone.
Le 9 juin 2015, quelques jours après avoir remporté sa troisième Ligue des champions, il prolonge son contrat jusqu'en 2017.
Le 5 août 2015, il hérite du no 6 laissé vacant par Xavi. En janvier le Brésilien diminue son niveau de jeu car Aleix Vidal une recrue vient le perturber. Il reste quand même titulaire, son équipe éliminée de la Ligue des champions voit les rivaux le Real et l'Atletico revenir à hauteur du Barça. Il remporte quand même le doublé Championnat-Coupe d'Espagne lors de la saison 2015-2016.
Le 2 juin 2016, le FC Barcelone officialise le départ de Dani Alves après huit saisons au club, 391 matches disputés (ce qui en fait le joueur étranger le plus capé de l'histoire du club derrière Lionel Messi) et 23 titres remportés.

### À la Juventus de Turin (2016-2017)
Le 27 juin 2016, via son compte Twitter la Juventus annonce avoir recruté l'arrière Brésilien. Lors de sa première conférence de presse, il officialise qu'il portera le numéro 23.
Il joue son premier match pour la Juventus le 20 août 2016, lors de la première journée de la saison 2016-2017 de Serie A contre l'ACF Fiorentina. Il est titulaire et son équipe s'impose par deux buts à un. Le 21 septembre 2016, alors que la Juventus affronte Cagliari en championnat, il inscrit son premier but avec la Juve, en fin de première mi-temps. Son équipe s'impose finalement par quatre buts à zéro.
À l'issue de la saison 2016-2017, la Juventus décide de rompre le contrat liant Dani Alves au club turinois, à l'issue d'un accord à l'amiable.

### Paris Saint-Germain (2017-2019)

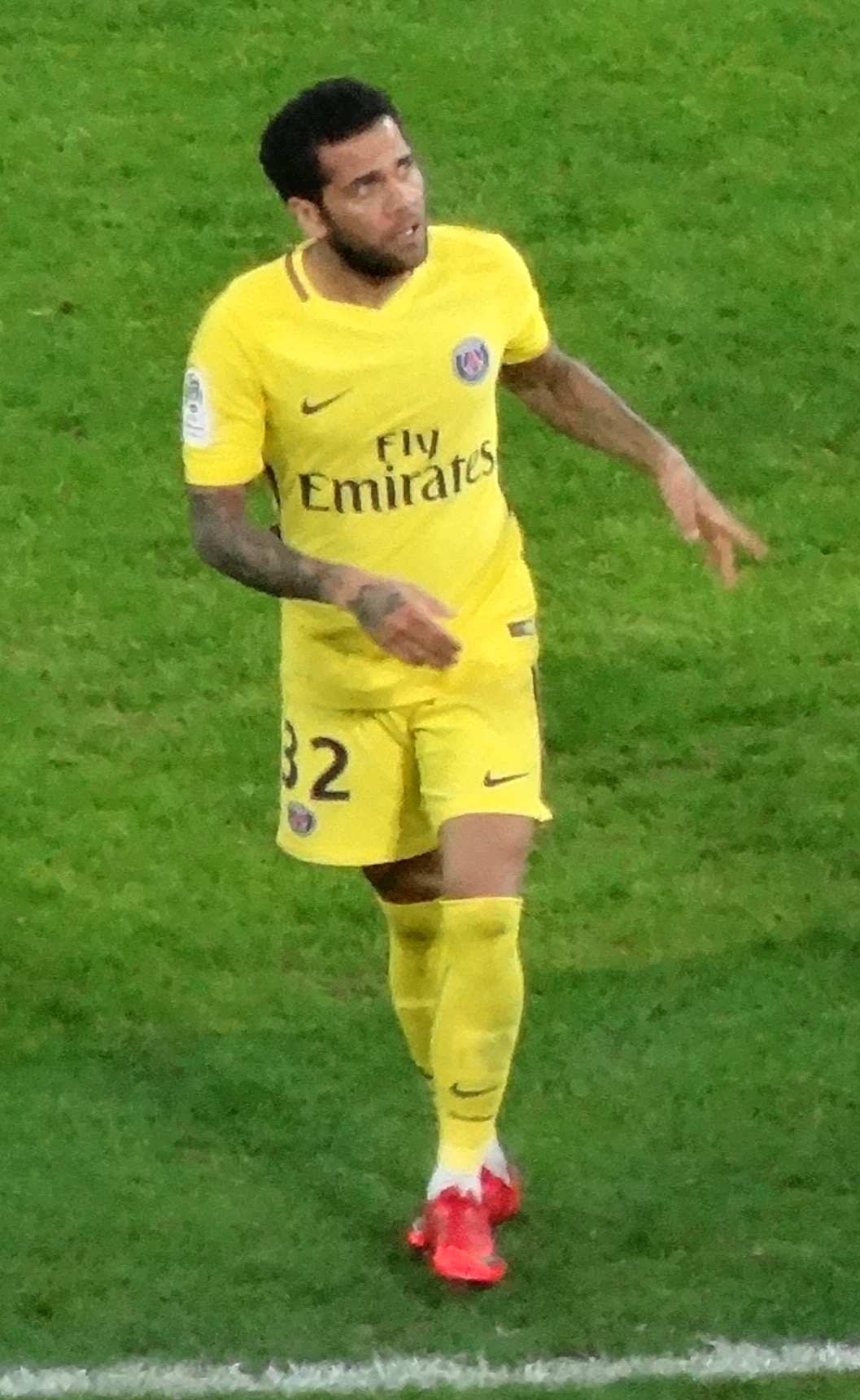
Daniel Alves avec le maillot extérieur 2017-2018 du PSG.

Le 12 juillet 2017, le Paris Saint-Germain officialise l'arrivée du Brésilien au sein du club de la capitale. Il signe un contrat de deux ans et porte le numéro 32.
Lors de son premier match officiel, Dani Alves, titularisé exceptionnellement au poste d'ailier droit, inscrit son premier but et délivre sa première passe décisive pour le PSG contre l'AS Monaco lors du Trophée des champions. Il est élu homme du match de cette rencontre gagnée 2 à 1. Le 27 septembre 2017, il ouvre le score contre le Bayern Munich en Ligue des champions (victoire 3-0). Le 6 février 2018, à la suite de l'expulsion de Kevin Trapp, il prend les gants et s'installe dans les cages. Le 18 mars 2018, à Nice, il marque le but de la victoire (1-2).
Le 8 mai 2018, Daniel Alves se blesse lors de la finale de la Coupe de France face aux Herbiers (victoire 0-2). Touché à un ligament du genou, il est indisponible pour six mois et doit déclarer forfait pour la Coupe du monde en Russie.
Pour la saison 2018-2019, il prend le numéro 13 en hommage à l'ancien sélectionneur brésilien Mário Zagallo et déclare à ce propos : « J’aime toujours changer les chiffres et honorer les gens qui m’inspirent, qui représentent quelque chose dans ma vie. Cette fois-ci, c’est pour notre idole, l’inoubliable Zagallo. Il a fait énormément pour notre football, il sait combien c’est difficile de réussir et il encourage toujours les autres. Il mérite mon respect et mon admiration ».
Toujours blessé à la reprise, il voit arriver Thomas Tuchel dont il apprécie le management.
Dani Alves fait son retour sur les terrains le 24 novembre 2018 contre Toulouse.
En Ligue des champions, Alves joue exceptionnellement en tant qu'ailier droit où il jouait quand il était jeune avec le Barça. Le joueur fait un bon match et Paris l'emporte 2-0 contre Manchester United[réf. nécessaire].
Le 23 juin 2019, il annonce sur Instagram son départ du club de la capitale.

### São Paulo (2019-2021)
Le 2 août 2019, sur ce même réseau social, Alves annonce son retour au pays et une signature au São Paulo FC. Une seconde partie de son rêve qui se réalise après Barcelone lors de ses années glorieuses.
Il joue son premier match avec sa nouvelle équipe le 18 août 2019, contre le Ceará SC en championnat. Titulaire au milieu de terrain, il se fait remarquer en inscrivant également son premier but pour le club, donnant par la même occasion la victoire à son équipe (1-0 score final).
Lors de sa première année, l'ancien joueur du Barça a disputé vingt rencontres en Série A Brésilienne, toutes en tant que titulaire et pratiquement toutes en intégralité. Le temps pour lui d'inscrire deux buts et de délivrer trois passes décisives.
En septembre 2021, Alves se retrouve libre après avoir résilié son contrat avec São Paulo, qui courait jusqu'en décembre 2022.

### Un court retour au FC Barcelone (2022)
Le 12 novembre 2021, le FC Barcelone, entraîné par son ancien coéquipier Xavi, officialise le retour au club de Dani Alves.
Il joue son premier match en Coupe du Roi le 5 janvier 2022 lors de la victoire 1-2 face au Linares Deportivo. Trois jours plus tard, il fait son retour en Liga lors de la vingtième journée contre Grenade.
En juin 2022, Alves annonce quitter le club catalan, après y avoir passé sept mois : « De nombreuses années se sont écoulées jusqu'à ce que le football et la vie – qui comme toujours sont très reconnaissants envers ceux qui les respectent – décident de me donner l'opportunité de revenir ici pour dire au revoir. »

### Pumas UNAM (2022-2023)
Le 23 juillet 2022, Daniel Alves rejoint le Mexique afin de s'engager en faveur des Pumas UNAM. Il signe un contrat d'un an, plus une année en option.
Alves joue son premier match pour le club le 28 juillet 2022, lors d'une rencontre de championnat face au Mazatlán FC. Il est titulaire et les deux équipes se neutralisent (1-1 score final).
Le 7 novembre 2022, il est sélectionné par Tite pour participer à la Coupe du monde 2022.
Après son inculpation pour viol, le club met fin au contrat du joueur, en janvier 2023.

## Vie privée
Daniel Alves a deux enfants prénommés Victoria et Daniel. Divorcé depuis 2011, son ex-femme est pourtant son agent depuis 2013. Auparavant, Dani Alves avait comme agent, Joaquín Macanàs. Aujourd’hui, Santa Ana Dinorah gère Flashforward, une société spécialisée qui veille aux intérêts d’artistes et de sportifs professionnels dont Thievy, un footballeur congolais qui évolue à l’Espanyol de Barcelone.
On lui prête également une relation avec la mannequin israélienne Bar Refaeli en 2012. Depuis plusieurs mois, sa présence de plus en plus régulière au Camp Nou intrigue la presse espagnole, qui lui a d'abord prêté une relation avec Gerard Piqué, puis Cesc Fàbregas.
L'information a tellement circulé que Dani Alves s'est senti obligé de démentir l'info sur son compte Twitter : « J'aimerais informer que toutes les informations qui sortent par rapport à une possible relation avec Bar Rafaeli sont totalement fausses et j'aimerais que tous les médias vérifient leurs informations avant de les publier !! »
S'il n'avait pas été footballeur, Daniel Alves aurait aimé être pilote de course. D'ailleurs, le 11 mai 2013, le défenseur du FC Barcelone a profité du Grand Prix de Catalogne pour aller rendre une visite de courtoisie à son compatriote brésilien Felipe Massa. En outre, Dani Alves est également ami avec son coéquipier du Barça, Lionel Messi. De ce fait, ils passent de temps en temps leurs vacances ensemble.
Très actif sur les réseaux sociaux, le footballeur n'oublie pas de poster régulièrement des photos pour ses supporters. C'est ainsi qu'il nous a fait découvrir une autre de ses passions : le surf.
Tous les jours, après avoir remporté la Coupe des Confédérations avec la sélection brésilienne en 2013, Dani Alves prend la direction de la plage pour s'adonner à cette activité et prendre quelques photos souvenirs qu'il s'empresse de partager avec ses abonnés.
Une amitié très forte existe entre Daniel Alves et Éric Abidal, qui étaient coéquipiers au FC Barcelone. Lorsque le défenseur français a eu besoin d'une transplantation à la suite d'une tumeur diagnostiquée en 2011, le Brésilien lui a proposé une partie de son foie.
En couple depuis 2015, Daniel Alves et sa compagne Joana Sanz avaient célébré au printemps 2016 un simulacre de mariage. Celui-ci étant non officiel, ils se marient officiellement le 8 juillet 2017,.
Il a un frère, Ney Alves, qui est chanteur de Forró.

## Affaires judiciaires
Début janvier 2023, il est accusé de viol par une jeune femme de 23 ans, en Espagne. Les faits se seraient déroulés dans la nuit du 30 au 31 décembre 2022, dans une boîte de nuit à Barcelone. Après avoir été convoqué par la police, il est placé en détention provisoire le 20 janvier 2023. Dani Alves présente plusieurs fois des versions contradictoires devant les autorités judiciaires espagnoles, déclarant notamment ne pas connaître la jeune femme, puis reconnaissant finalement une relation sexuelle avec cette dernière, selon lui « consentie ». Différents tests ADN confirment la présence des empreintes digitales du défenseur brésilien ainsi que des traces de sperme sur la victime, ses vêtements ainsi que sur le sol de la discothèque, lieu présumé de l'agression.
Le 22 février 2024, après 13 mois de détention provisoire, Dani Alves est condamné par le tribunal supérieur de justice de Barcelone pour viol à 4 ans et 6 mois de prison, ainsi qu'à 150 000 € d'amende,. L'avocate du joueur annonce qu'il va faire appel. À la suite de cette condamnation, le FC Barcelone décide de retirer le statut de « légende du club » de Dani Alves. En mars 2024, la justice espagnole accepte que le joueur bénéficie d'une libération conditionnelle contre le versement d'une caution de 1 million d'euros ; ses deux passeports (espagnol et brésilien) sont confisqués. Il sort de prison le 25 mars, après quatorze mois de détention. En mars 2025, sa condamnation est annulée en appel. Le 7 mai 2025, le parquet espagnol fait appel devant la Cour suprême de l'annulation de la condamnation pour viol de Dani Alves. Le parquet estime que la décision est fondée sur des conclusions « erronées », « voire arbitraires » et qu'elle « condamnait moralement » la plaignante. 

## Style de jeu

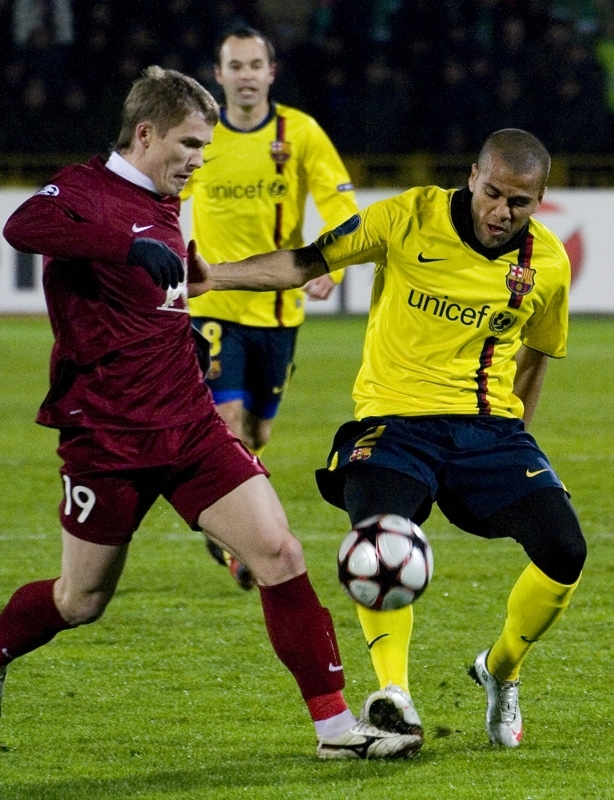
Daniel Alves (en jaune) lors d'un match de Ligue des champions contre Rubin Kazan.

Alves est un cadre dans la défense des clubs par lesquels il est passé. Il est surtout connu pour ses montées en attaque, sa vitesse, ses passes et ses coups francs. Ses nombreuses facettes de jeu lui ont valu de nombreux compliments de la part des journalistes sportifs,,,,.
Dani Alves est également un des joueurs les plus puissants de l'équipe, un arrière droit très dynamique, et est capable de parcourir de très longues distances lors des matches.
Redoutable dans son couloir, le latéral droit brésilien est la rampe de lancement numéro 1 de l'Argentin, Lionel Messi. Leur entente est l’une des principales armes de l'équipe catalane. Le latéral brésilien est ainsi le meilleur pourvoyeur de ballons de l'Argentin. Sur les 235 buts de Lionel Messi avec le maillot du Barça sur le dos, Daniel Alves lui en a offert 31.
De plus, si sa lourde frappe marque les esprits, il s'illustre surtout avec ses nombreuses incursions dans le camp adverse depuis sa signature au Barça et même ses premiers pas en Liga.
Sa capacité de débordement, d'élimination associée à sa qualité de centre font de l'international brésilien une rampe de lancement idéale pour les attaquants barcelonais. Au fil des saisons, son côté droit est devenu l'un des axes prioritaires dans le jeu barcelonais. Pour couronner le tout, l'ancien du Séville FC, auteur de plus de cinquante passes décisives depuis son arrivée au Barça, enchaîne les matches et est assez épargné par les blessures ce qui lui permet de gonfler ses stats à la mesure de son talent et de créer un lien unique avec Messi sur la pelouse.

## Statistiques générales
| Saison                | Club                  | Championnat           | Championnat | Championnat | Championnat | Coupe(s) nationale(s) | Coupe(s) nationale(s) | Coupe(s) nationale(s) | Supercoupe | Supercoupe | Supercoupe | Compétition(s) continentale(s) | Compétition(s) continentale(s) | Compétition(s) continentale(s) | Compétition(s) continentale(s) | Ligue régionale | Ligue régionale | Ligue régionale | Supercoupe UEFA | Supercoupe UEFA | Supercoupe UEFA | Coupe du monde des clubs | Coupe du monde des clubs | Coupe du monde des clubs | Total | Total | Total |
| Saison                | Club                  | Division              | M.          | B.          | P.d.        | M.                    | B.                    | P.d.                  | M.         | B.         | P.d.       | Comp.                          | M.                             | B.                             | P.d.                           | M.              | B.              | P.d.            | M.              | B.              | P.d.            | M.                       | B.                       | P.d.                     | M.    | B.    | P.d.  |
| 2001                  | EC Bahia              | Brasileirão           | 6           | 0           | 0           | 0                     | 0                     | 0                     | -          | -          | -          | -                              | -                              | -                              | -                              | -               | -               | -               | -               | -               | -               | -                        | -                        | -                        | 6     | 0     | 0     |
| 2002                  | EC Bahia              | Brasileirão           | 19          | 2           | 0           | 6                     | 2                     | 0                     | -          | -          | -          | -                              | -                              | -                              | -                              | -               | -               | -               | -               | -               | -               | -                        | -                        | -                        | 25    | 4     | 0     |
| Sous-total            | Sous-total            | Sous-total            | 25          | 2           | 0           | 6                     | 2                     | 0                     | -          | -          | -          | -                              | -                              | -                              | -                              | -               | -               | -               | -               | -               | -               | -                        | -                        | -                        | 31    | 4     | 0     |
| 2002-2003             | Séville FC            | Liga                  | 10          | 0           | 0           | 1                     | 0                     | 0                     | -          | -          | -          | -                              | -                              | -                              | -                              | -               | -               | -               | -               | -               | -               | -                        | -                        | -                        | 11    | 0     | 0     |
| 2003-2004             | Séville FC            | Liga                  | 29          | 1           | 3           | 7                     | 1                     | 0                     | -          | -          | -          | -                              | -                              | -                              | -                              | -               | -               | -               | -               | -               | -               | -                        | -                        | -                        | 36    | 2     | 3     |
| 2004-2005             | Séville FC            | Liga                  | 34          | 2           | 1           | 5                     | 0                     | 0                     | -          | -          | -          | C3                             | 9                              | 0                              | 0                              | -               | -               | -               | -               | -               | -               | -                        | -                        | -                        | 48    | 2     | 1     |
| 2005-2006             | Séville FC            | Liga                  | 35          | 3           | 8           | 2                     | 0                     | 0                     | -          | -          | -          | C3                             | 14                             | 0                              | 4                              | -               | -               | -               | -               | -               | -               | -                        | -                        | -                        | 51    | 3     | 12    |
| 2006-2007             | Séville FC            | Liga                  | 34          | 3           | 11          | 8                     | 0                     | 0                     | -          | -          | -          | C3                             | 14                             | 2                              | 5                              | -               | -               | -               | 1               | 0               | 0               | -                        | -                        | -                        | 57    | 5     | 16    |
| 2007-2008             | Séville FC            | Liga                  | 33          | 2           | 14          | 3                     | 0                     | 0                     | 2          | 0          | 0          | C1                             | 8                              | 2                              | 3                              | -               | -               | -               | 1               | 0               | 0               | -                        | -                        | -                        | 47    | 4     | 17    |
| Sous-total            | Sous-total            | Sous-total            | 175         | 11          | 37          | 26                    | 1                     | 0                     | 2          | 0          | 0          | -                              | 45                             | 4                              | 13                             | -               | -               | -               | 2               | 0               | 0               | -                        | -                        | -                        | 250   | 16    | 50    |
| 2008-2009             | FC Barcelone          | Liga                  | 34          | 5           | 9           | 8                     | 0                     | 2                     | -          | -          | -          | C1                             | 12                             | 0                              | 2                              | -               | -               | -               | -               | -               | -               | -                        | -                        | -                        | 54    | 5     | 13    |
| 2009-2010             | FC Barcelone          | Liga                  | 29          | 3           | 10          | 3                     | 0                     | 0                     | 2          | 0          | 0          | C1                             | 11                             | 0                              | 2                              | -               | -               | -               | 1               | 0               | 0               | 2                        | 0                        | 1                        | 48    | 3     | 13    |
| 2010-2011             | FC Barcelone          | Liga                  | 35          | 2           | 15          | 5                     | 0                     | 3                     | 2          | 0          | 0          | C1                             | 12                             | 2                              | 3                              | -               | -               | -               | -               | -               | -               | -                        | -                        | -                        | 54    | 4     | 21    |
| 2011-2012             | FC Barcelone          | Liga                  | 33          | 2           | 11          | 5                     | 1                     | 0                     | 2          | 0          | 0          | C1                             | 10                             | 0                              | 3                              | -               | -               | -               | 1               | 0               | 0               | 1                        | 0                        | 2                        | 52    | 3     | 16    |
| 2012-2013             | FC Barcelone          | Liga                  | 30          | 0           | 6           | 6                     | 0                     | 3                     | 1          | 0          | 0          | C1                             | 10                             | 1                              | 1                              | -               | -               | -               | -               | -               | -               | -                        | -                        | -                        | 47    | 1     | 10    |
| 2013-2014             | FC Barcelone          | Liga                  | 27          | 2           | 3           | 5                     | 0                     | 0                     | 2          | 0          | 1          | C1                             | 8                              | 2                              | 0                              | -               | -               | -               | -               | -               | -               | -                        | -                        | -                        | 42    | 4     | 4     |
| 2014-2015             | FC Barcelone          | Liga                  | 30          | 0           | 6           | 5                     | 0                     | 2                     | -          | -          | -          | C1                             | 11                             | 0                              | 4                              | -               | -               | -               | -               | -               | -               | -                        | -                        | -                        | 46    | 0     | 12    |
| 2015-2016             | FC Barcelone          | Liga                  | 29          | 0           | 4           | 6                     | 1                     | 1                     | 2          | 0          | 0          | C1                             | 8                              | 0                              | 3                              | -               | -               | -               | 1               | 0               | 0               | 2                        | 0                        | 0                        | 48    | 1     | 8     |
| Sous-total            | Sous-total            | Sous-total            | 247         | 14          | 64          | 43                    | 2                     | 11                    | 11         | 0          | 1          | -                              | 82                             | 5                              | 18                             | -               | -               | -               | 3               | 0               | 0               | 5                        | 0                        | 3                        | 391   | 21    | 97    |
| 2016-2017             | Juventus FC           | Serie A               | 19          | 2           | 2           | 2                     | 1                     | 0                     | 0          | 0          | 0          | C1                             | 12                             | 3                              | 4                              | -               | -               | -               | -               | -               | -               | -                        | -                        | -                        | 33    | 6     | 6     |
| 2017-2018             | Paris Saint-Germain   | Ligue 1               | 25          | 1           | 7           | 7                     | 1                     | 1                     | 1          | 1          | 1          | C1                             | 8                              | 2                              | 0                              | -               | -               | -               | -               | -               | -               | -                        | -                        | -                        | 41    | 5     | 9     |
| 2018-2019             | Paris Saint-Germain   | Ligue 1               | 23          | 1           | 7           | 6                     | 2                     | 0                     | -          | -          | -          | C1                             | 3                              | 0                              | 0                              | -               | -               | -               | -               | -               | -               | -                        | -                        | -                        | 32    | 3     | 7     |
| Sous-total            | Sous-total            | Sous-total            | 48          | 2           | 14          | 13                    | 3                     | 1                     | 1          | 1          | 1          | -                              | 11                             | 2                              | 0                              | -               | -               | -               | -               | -               | -               | -                        | -                        | -                        | 73    | 8     | 16    |
| 2019                  | São Paulo FC          | Serie A               | 20          | 2           | 3           | -                     | -                     | -                     | -          | -          | -          | -                              | -                              | -                              | -                              | -               | -               | -               | -               | -               | -               | -                        | -                        | -                        | 20    | 2     | 3     |
| 2020                  | São Paulo FC          | Serie A               | 30          | 1           | 3           | 6                     | 0                     | 1                     | -          | -          | -          | CL+CS                          | 4+2                            | 1+1                            | 0+2                            | 11              | 4               | 1               | -               | -               | -               | -                        | -                        | -                        | 53    | 7     | 7     |
| 2021                  | São Paulo FC          | Serie A               | 15          | 1           | 2           | 1                     | 0                     | 0                     | -          | -          | -          | CL                             | 6                              | 0                              | 1                              | 4               | 0               | 1               | -               | -               | -               | -                        | -                        | -                        | 26    | 1     | 4     |
| Sous-total            | Sous-total            | Sous-total            | 65          | 4           | 8           | 7                     | 0                     | 1                     | -          | -          | -          | -                              | 6                              | 2                              | 2                              | 15              | 4               | 2               | -               | -               | -               | -                        | -                        | -                        | 93    | 10    | 13    |
| 2021-2022             | FC Barcelone          | Liga                  | 14          | 1           | 3           | 2                     | 0                     | 1                     | 1          | 0          | 0          | -                              | -                              | -                              | -                              | -               | -               | -               | -               | -               | -               | -                        | -                        | -                        | 17    | 1     | 4     |
| 2022-2023             | Pumas UNAM            | Ouv                   | 4           | 0           | 1           | -                     | -                     | -                     | -          | -          | -          | -                              | -                              | -                              | -                              | -               | -               | -               | -               | -               | -               | -                        | -                        | -                        | 4     | 0     | 1     |
| Total sur la carrière | Total sur la carrière | Total sur la carrière | 597         | 36          | 129         | 99                    | 9                     | 14                    | 15         | 1          | 2          | -                              | 162                            | 16                             | 36                             | 15              | 4               | 2               | 5               | 0               | 0               | 5                        | 0                        | 3                        | 898   | 66    | 186   |

### En sélection nationale
| Saison                | Sélection             | Phases finales                | Phases finales | Phases finales | Phases finales | Éliminatoires CDM | Éliminatoires CDM | Éliminatoires CDM | Matchs amicaux | Matchs amicaux | Matchs amicaux | Total | Total | Total |
| Saison                | Sélection             | Compétition                   | M              | B              | Pd             | M                 | B                 | Pd                | M              | B              | Pd             | M     | B     | Pd    |
| --------------------- | --------------------- | ----------------------------- | -------------- | -------------- | -------------- | ----------------- | ----------------- | ----------------- | -------------- | -------------- | -------------- | ----- | ----- | ----- |
| 2006-2007             | Brésil                | Copa América 2007             | 4              | 1              | 0              | -                 | -                 | -                 | 5              | 0              | 1              | 9     | 1     | 1     |
| 2007-2008             | Brésil                | -                             | -              | -              | -              | 2                 | 0                 | 0                 | 6              | 0              | 0              | 8     | 0     | 0     |
| 2008-2009             | Brésil                | Coupe des confédérations 2009 | 3              | 1              | 1              | 4                 | 1                 | 2                 | 2              | 0              | 0              | 9     | 2     | 3     |
| 2009-2010             | Brésil                | Coupe du monde 2010           | 5              | 0              | 0              | 3                 | 0                 | 2                 | 6              | 0              | 2              | 14    | 0     | 4     |
| 2010-2011             | Brésil                | Copa América 2011             | 2              | 0              | 0              | -                 | -                 | -                 | 7              | 2              | 0              | 9     | 2     | 0     |
| 2011-2012             | Brésil                | -                             | -              | -              | -              | -                 | -                 | -                 | 6              | 0              | 2              | 6     | 0     | 2     |
| 2012-2013             | Brésil                | Coupe des confédérations 2013 | 5              | 0              | 1              | -                 | -                 | -                 | 9              | 0              | 1              | 14    | 0     | 2     |
| 2013-2014             | Brésil                | Coupe du monde 2014 4e        | 4              | 0              | 0              | -                 | -                 | -                 | 6              | 1              | 0              | 10    | 1     | 0     |
| 2014-2015             | Brésil                | Copa América 2015             | 4              | 0              | 2              | -                 | -                 | -                 | -              | -              | -              | 4     | 0     | 2     |
| 2015-2016             | Brésil                | Copa América Centenario       | 3              | 0              | 2              | 6                 | 1                 | 0                 | 1              | 0              | 0              | 10    | 1     | 2     |
| 2016-2017             | Brésil                | -                             | -              | -              | -              | 7                 | 0                 | 1                 | -              | -              | -              | 7     | 0     | 1     |
| 2017-2018             | Brésil                | Coupe du monde 2018           | -              | -              | -              | 4                 | 0                 | 0                 | 3              | 0              | 0              | 7     | 0     | 0     |
| 2018-2019             | Brésil                | Copa América 2019             | 6              | 1              | 0              | -                 | -                 | -                 | 2              | 0              | 2              | 8     | 1     | 2     |
| 2019-2020             | Brésil                | -                             | -              | -              | -              | -                 | -                 | -                 | 3              | 0              | 1              | 3     | 0     | 1     |
| 2021-2022             | Brésil                | -                             | -              | -              | -              | 4                 | 0                 | 0                 | 2              | 0              | 0              | 6     | 0     | 0     |
| 2022-2023             | Brésil                | Coupe du monde 2022           | 2              | 0              | 0              | -                 | -                 | -                 | -              | -              | -              | 2     | 0     | 0     |
| Total sur la carrière | Total sur la carrière | Total sur la carrière         | 38             | 3              | 6              | 30                | 2                 | 5                 | 58             | 3              | 8              | 126   | 8     | 19    |

## Activités extra-sportives

### Revenus et valeur marchande
À partir d’un certain âge, notamment à l’approche de la trentaine, le FC Barcelone applique quelques conditions aux clauses libératoires des joueurs Blaugranas. C’est le cas de Daniel Alves. Le Brésilien qui a un contrat se terminant en 2015, a une clause libératoire fixée à cent cinquante millions d'euros.
Toutefois, chaque année, celle-ci se réduit de 25 millions d'euros mais ne peut pas descendre en dessous des cinquante millions d'euros.
En 2012, la clause de Dani Alves s’élève donc à cent vingt-cinq millions d'euros.
Lors de la saison 2009-2010, Daniel Alves est le quinzième joueur le mieux payé au monde avec un salaire mensuel de cinq cent quatre-vingt mille euros.
En 2011-2012, la valeur marchande de Daniel Alves est estimée à au moins 20 millions d'euros selon RMC.
En effet, le PSG, très intéressé par le joueur souhaitait le recruter à cette somme. La même année, la plateforme spécialisé Transfermarkt juge sa valeur marchande à 35,5 millions d'euros, soit le dix huitième joueur le plus cher du monde.
Parallèlement, l’Anzhi Makhatchkala essaie de le recruter et lui propose quinze millions d'euros de salaires et quarante millions d'euros pour son transfert. Mais le Brésilien préfère rester au FC Barcelone.
L'année suivante sa valeur marchande est estimé à vingt-neuf millions d'euros par l’agence brésilienne Pluriconsultaria spécialisée dans le domaine de l’économie, de la gestion et du marketing sportif. Ainsi, il fait partie des soixante footballeurs les plus chers au monde.
Le site transfermarkt, estime sa valeur marchande à trente-six millions d'euros.
En 2011, son salaire atteint les sept millions d'euros annuels, soit le cinquième plus haut salaire du Barça,.

### Impact économique
Daniel Alves contribue par le biais de ses tatouages à faire gagner de l’argent au FC Barcelone, à l'instar de Thierry Henry notamment lors de son passage au Barça.
Ainsi, depuis l'arrivée de celui-ci, les plus grands supporters du FC Barcelone viennent demander au tatoueur du Barça, Luis Navaro, le même tatouage que Carles Puyol, Dani Alves ou encore Cesc Fàbregas.
Pour autant, son impact commercial n'est pas de premier ordre pour le Barça en termes de vente de maillots. En effet, en 2011, il vend moins de maillots que Lionel Messi, Andrés Iniesta, Xavi Hernandez ou encore David Villa.

### Influence médiatique
Évoluant au FC Barcelone un des clubs les plus médiatiques au monde, un des plus populaires en Europe,, et un des plus appréciés en Espagne, il franchit la barre du million de followers sur Twitter. Ainsi,
sa renommée sur Internet est indéniable.
Particulièrement présent sur ce réseau social, il peut tout de même écrire jusqu’à une dizaine de tweets par jour.
OutreTwitter, Dani Alves est présent sur Instagram, une application qui lui permet de partager des photographies et des vidéos avec son réseau d'amis, de noter et de laisser des commentaires sur les clichés déposés par d'autres utilisateurs.
Lors d'un match face à Villarreal CF, Dani Alves est victime d'un geste raciste de la part d'un supporter de Villareal qui lui jette une banane. En réponse à celui-ci, il mange la banane devant les caméras du monde entier. Ce geste fait le buzz et il est imité par de nombreuses personnalités du football en soutien à Alves.

## Palmarès
Dani Alves est à ce jour[Quand ?] le deuxième joueur qui a remporté le plus de trophées depuis le début de sa carrière professionnelle avec 43 trophées derrière Leo Messi (46) (12 juillet 2023).
Le premier titre remporté par Daniel Alves est la Coupe du monde des moins de 20 ans à l'âge de vingt ans en 2003.
Son départ pour le Séville FC lui permet de gagner ses premiers titres en Europe, à savoir une Coupe d'Espagne, une Supercoupe d'Espagne ainsi que la Supercoupe de l'UEFA 2006 et deux coupes de l'UEFA remportées consécutivement en 2006 et 2007.
En rejoignant le FC Barcelone, Daniel Alves se constitue un palmarès appréciable. En 2009, l'année de son transfert, il gagne six titres à savoir la Ligue des champions, le Championnat d'Espagne, la Coupe d'Espagne, la Supercoupe d'Espagne, la Supercoupe d' Europe et la Coupe du monde des clubs de la FIFA pour la première fois de l'histoire du club catalan.
Les trois années suivantes, il ajoute une Ligue des champions, une Supercoupe de l'UEFA, une Coupe du monde des clubs, trois Championnat d'Espagne et trois Supercoupe d'Espagne
Daniel Alves remporte un cinquième titre de champion d'Espagne en 2015, puis une Coupe d'Espagne du Roi et une seconde Ligue des champions le 6 juin contre la Juventus de Turin. Alves termine cette année 2015 par une troisième victoire en Supercoupe de l'UEFA et Coupe du monde des clubs de la FIFA.
En 2016, il remporte son sixième titre de champion d'Espagne ainsi qu'une nouvelle coupe du Roi.
En 2017, il remporte la Coupe d'Italie et le Championnat d'Italie avec le Juventus Football Club. Puis, il remporte le Trophée des champions face à Monaco lors de son premier match officiel avec le Paris Saint-Germain (victoire 2-1).
En 2018, avec le Paris Saint-Germain, il remporte la Coupe de la Ligue face à cette même équipe de Monaco (3-0). La même année, il remporte le Championnat de France à l'issue de la 34e journée, avec une victoire au Parc des Princes, toujours face à Monaco, tenant du titre (7-1). Il remporte la Coupe de France face aux Herbiers (victoire 2-0).
En 2019, il remporte le Championnat de France avec le Paris Saint-Germain à l'issue de la 33e journée. Il est finaliste de la coupe de France 2019 où il marque un but.
Avec la sélection brésilienne, il remporte la Copa América en 2007 et en 2019 ainsi que la Coupe des confédérations en 2009 et 2013.
Lors des Jeux olympiques d'été de 2020, il est sacré champion olympique avec sa sélection nationale.

### Distinctions personnelles
- Élu Ballon de bronze à la Coupe du monde de football des moins de 20 ans 2003
- Élu meilleur joueur de la Coupe UEFA en 2005-2006
- Élu meilleur joueur de la Supercoupe de l'UEFA en 2006
- Élu Prix LFP du meilleur défenseur de la saison 2008-2009[32]
- Élu Homme du match du Trophée des champions en 2017
- Nommé pour le Prix LFP du meilleur défenseur de la saison 2010-2011[138]
- Membre de l'équipe type de Ligue 1 en 2018
- Membre de l'équipe type monde en 2007 d'après le journal L'Équipe[14]
- Membre de l'équipe de l'année UEFA en 2007, 2009, 2011, 2015 et 2017
- Membre de l'équipe de l'année FIFA en 2009, 2011, 2012, 2013, 2015, 2016, 2017 et 2018
- Membre de l'équipe type du Championnat d'Espagne en 2010, 2011 et 2015
- Membre de l'équipe type européenne de Sports Illustrated pour la saison 2010-2011[139]
- Élu meilleur joueur de la Copa América 2019[140]